# Telese Terme
Telese Terme község (comune) Olaszország Campania régiójában, Benevento megyében.  Kénes gyógyforrásairól ismert.

## Fekvése
A Calore Irpino folyó völgyében fekszik, a megye nyugati részén. Határai: Amorosi, Castelvenere, Melizzano, San Salvatore Telesino és Solopaca.

## Történelme
Elődje a szamnisz Telesia volt, amelyet i. e. 270-ben Hannibal seregei elpusztítottak, majd később Scipio egy római kolóniát létesített a helyén. A longobárdok érkezésével a város a Beneventói Hercegség része lett. 847-ben és 860-ban a szaracénok elpusztították. Súlyosan megszenvedte a 11. században a II. Roger normann király és a szicíliai herceg közötti háborút. Az újjáépített települést 1340-ben egy földrengés lerombolta. A következő századokban nemesi birtok volt.  Az első termálfürdőket 1883-ban építették fel. 1934-ben lett önálló község.

## Népessége
A népesség számának alakulása:

## Főbb látnivalói
A rómaiak idejéből fennmaradt néhány falmaradvány illetve a termák és egy amfiteátrum romjai valamint a vízellátást biztosító akveduktusz. A fürdőket a közelben lévő termálforrásokból táplálták.